# Кобец, Роман Станиславович
Роман Станиславович Кобец (род. 11 февраля 1981, Сызрань) — российский офицер Военно-воздушных сил Российской Федерации, подполковник, командир вертолётного звена 319-го отдельного вертолётного полка 11-й армии Военно-воздушных сил и Противовоздушной обороны. Герой Российской Федерации (2022).

## Биография
Родился 11 февраля 1981 года в городе Сызрань, Куйбышевской области в семье военнослужащего-вертолётчика. Проходил обучение в школе № 37 города Сызрань Самарской области, которую окончил в 1998 году. В этом же году поступил на обучение в Сызранское высшее военное авиационное училище лётчиков. В 2003 году окончил обучение, получив специальность инженер-пилот.
С 2003 года проходит службу в рядах Вооружённых сил Российской Федерации в 319-м отдельном вертолётном полку, в селе Черниговка Приморского края. Прошёл путь от лётчика-оператора до командира вертолётного звена. Неоднократно принимал участие в специальных командировках в места вооружённых конфликтов. В совершенстве владеет мастерством пилотирования вертолётами Ми-8, Ми-24, с 2013 года выполняет полёты на Ка-52 («Аллигатор»).
С 24 февраля 2022 года принимал участие во вторжении России на Украину. По утверждению МО РФ, совместно с капитаном И. Н. Болдыревым выполняли боевые задачи. 20 марта 2022 года в ходе очередного вылета вертолёт Ка-52, в котором находился Роман Кобец, был подбит управляемой ракетой «земля-воздух», однако лётчики катапультировались.
Указом Президента Российской Федерации (закрытым) от 21 апреля 2022 года за мужество и героизм, проявленные при исполнении воинского долга, майору Кобецу Роману Станиславовичу было присвоено звание Герой Российской Федерации.
Проживает в селе Черниговка Приморского края.

## Награды
- Герой Российской Федерации (2022),
- Медаль Нестерова (2018),
- региональный знак отличия «Приморье. За заслуги» (2022),
- призёр соревнований по авиадартсу в рамках Международных армейских игр 2016 года.

## Память
- 1 сентября 2022 года на здании школы № 3 в селе Черниговка Приморского края была установлена мемориальная доска[1].